# Sitapongan
Sitapongan is een bestuurslaag in het regentschap Humbang Hasundutan van de provincie Noord-Sumatra, Indonesië. Sitapongan telt 410 inwoners (volkstelling 2010).